# Falkwiller
Falkwiller [falkvilɛʁ]  est une commune rurale de la couronne périurbaine de Mulhouse située dans la circonscription administrative du Haut-Rhin et, depuis le 1er janvier 2021, dans le territoire de la Collectivité européenne d'Alsace, en région Grand Est.
Cette commune se trouve dans la région historique et culturelle d'Alsace.
Ses habitants portent le nom de Falkwilleroises et Falkwillerois.

## Géographie

### Localisation
La commune est située à une altitude qui va de 286 à 351 mètres. Les villages qui l'entourent sont Gildwiller, Hecken, Bernwiller, Balschwiller et Buethwiller.
Falkwiller est située à 17 km au sud-ouest de Mulhouse, la plus grande ville à proximité.

Falkwiller se situe également à proximité de la forêt (bois) de Hirtzbach (à environ 12 km) et du parc naturel régional des Ballons des Vosges
| Hecken           |             | Gildwiller   |
| Guevenatten      | Falkwiller  | Balschwiller |
| Traubach-le-Haut | Buethwiller |              |

### Hydrographie

#### Réseau hydrographique
La commune est dans le bassin versant du Rhin au sein du bassin Rhin-Meuse. Elle est drainée par le ruisseau Soultzbach, le Seingelbach, le ruisseau Fischbach et le Sunderbach,,.
Le ruisseau Soultzbach, d'une longueur de 17 km, prend sa source dans la commune de Le Haut Soultzbach et se jette  dans la Largue à Balschwiller, après avoir traversé sept communes. 

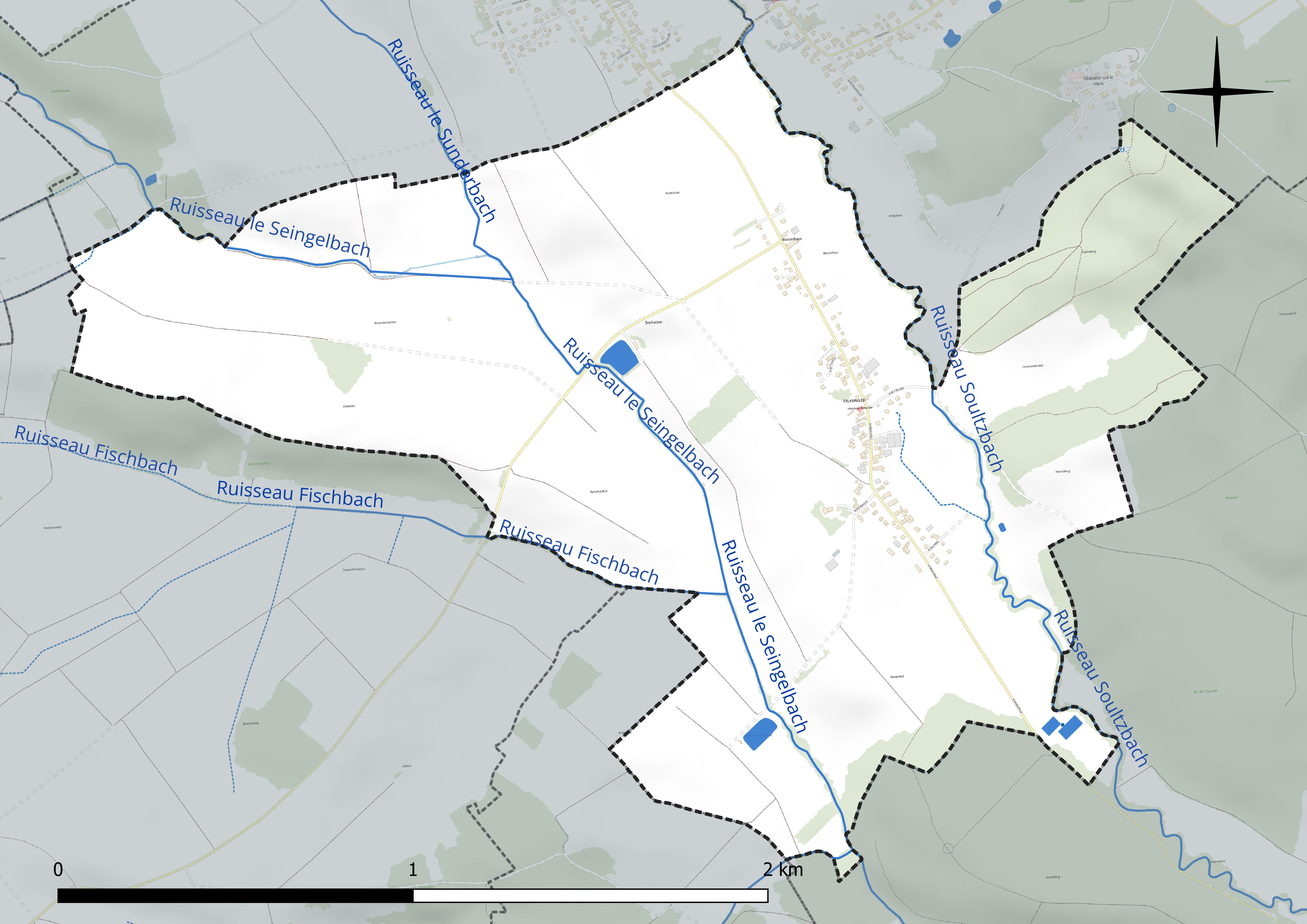
Réseau hydrographique de Falkwiller.

#### Gestion et qualité des eaux
Le territoire communal est couvert par le schéma d'aménagement et de gestion des eaux (SAGE) « Largue ». Ce document de planification concerne le bassin versant de la Largue et une zone située à l'ouest du périmètre (la région de Montreux). Ce territoire s'étend sur 385 km2. Le périmètre a été arrêté le 4 mars 1996 et le SAGE proprement dit a été approuvé le 24 septembre 1999 puis révisé le 17 mai 2016. La structure porteuse de l'élaboration et de la mise en œuvre est le Syndicat mixte pour l'aménagement et la renaturation du bassin versant de la Largue et du secteur de Montreux, qui a évolué en Epage le 1er janvier 2018, sous le nom de Epage Largue. 
La qualité des cours d’eau peut être consultée sur un site dédié géré par les agences de l’eau et l’Agence française pour la biodiversité. 

### Climat
Pour des articles plus généraux, voir Climat du Grand Est et Climat du Haut-Rhin.
En 2010, le climat de la commune est de type climat des marges montargnardes, selon une étude du Centre national de la recherche scientifique s'appuyant sur une série de données couvrant la période 1971-2000. En 2020, Météo-France publie une typologie des climats de la France métropolitaine dans laquelle la commune est exposée à un climat semi-continental et est dans la région climatique  Vosges, caractérisée par une pluviométrie très élevée (1 500 à 2 000 mm/an) en toutes saisons et un hiver rude (moins de 1 °C). 
Pour la période 1971-2000, la température annuelle moyenne est de 10,1 °C, avec une amplitude thermique annuelle de 17,8 °C. Le cumul annuel moyen de précipitations est de 913 mm, avec 10 jours de précipitations en janvier et 9,6 jours en juillet. Pour la période 1991-2020, la température moyenne annuelle observée sur la station météorologique de Météo-France la plus proche, « Carspach », sur la commune de Carspach à 9 km à vol d'oiseau, est de 11,0 °C et le cumul annuel moyen de précipitations est de 827,7 mm. 
La température maximale relevée sur cette station est de 38,1 °C, atteinte le 4 août 2022 ; la température minimale est de −17,7 °C, atteinte le 5 février 2012,,. 
Les paramètres climatiques de la commune ont été estimés pour le milieu du siècle (2041-2070) selon différents scénarios d'émission de gaz à effet de serre à partir des nouvelles projections climatiques de référence DRIAS-2020. Ils sont consultables sur un site dédié publié par Météo-France en novembre 2022.

## Urbanisme

### Typologie
Au 1er janvier 2024, Falkwiller est catégorisée commune rurale à habitat dispersé, selon la nouvelle grille communale de densité à sept niveaux définie par l'Insee en 2022.
Elle est située hors unité urbaine. Par ailleurs la commune fait partie de l'aire d'attraction de Mulhouse, dont elle est une commune de la couronne,. Cette aire, qui regroupe 132 communes, est catégorisée dans les aires de 200 000 à moins de 700 000 habitants,.

### Occupation des sols
L'occupation des sols de la commune, telle qu'elle ressort de la base de données européenne d’occupation biophysique des sols Corine Land Cover (CLC), est marquée par l'importance des territoires agricoles (87,8 % en 2018), une proportion identique à celle de 1990 (87,8 %). La répartition détaillée en 2018 est la suivante :
terres arables (67,8 %), prairies (12,2 %), forêts (12,1 %), zones agricoles hétérogènes (7,8 %), zones urbanisées (0,1 %). L'évolution de l’occupation des sols de la commune et de ses infrastructures peut être observée sur les différentes représentations cartographiques du territoire : la carte de Cassini (XVIIIe siècle), la carte d'état-major (1820-1866) et les cartes ou photos aériennes de l'IGN pour la période actuelle (1950 à aujourd'hui).

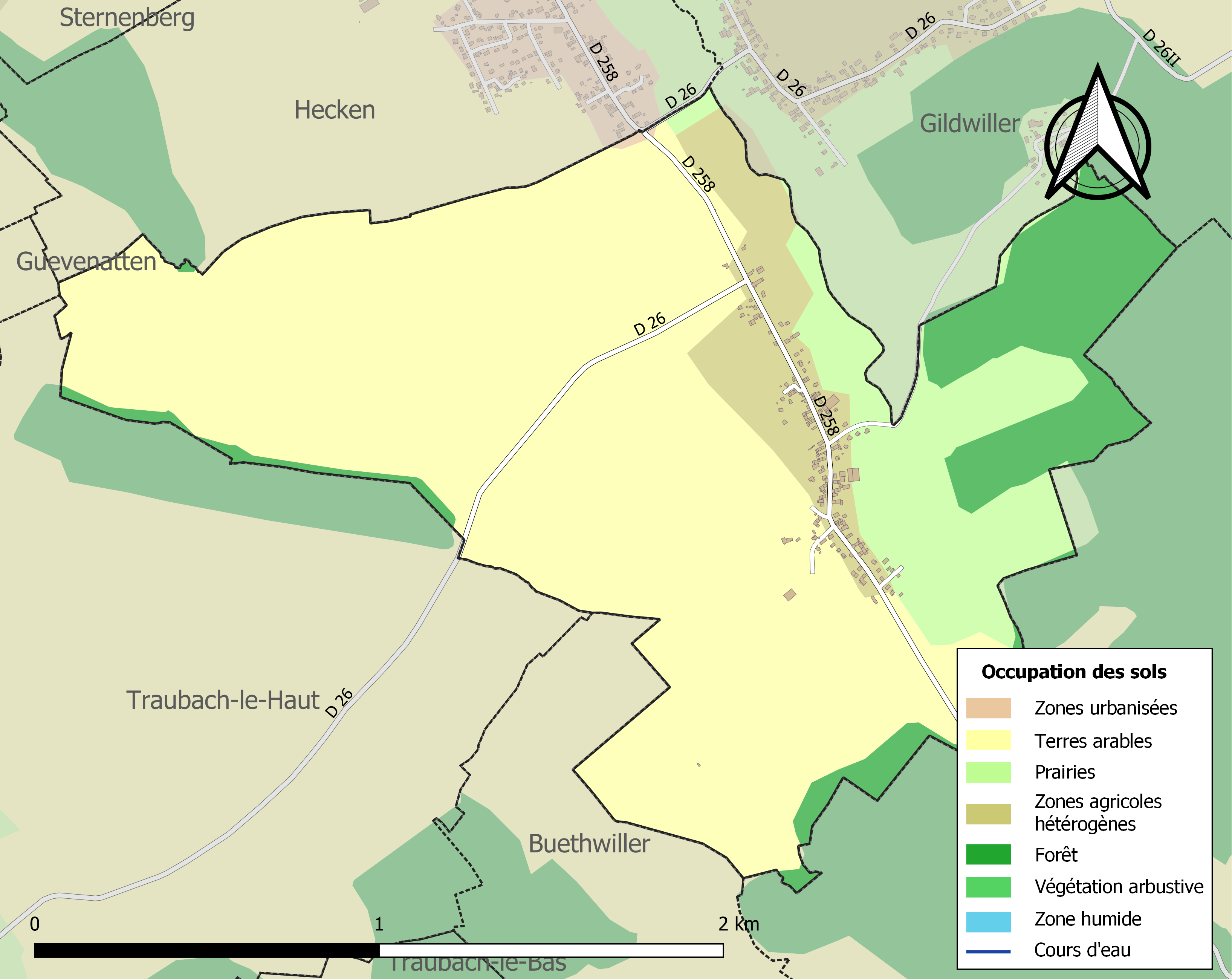
Carte des infrastructures et de l'occupation des sols de la commune en 2018 (CLC).

### Risques naturels et technologiques
La commune a subi des inondations et coulées de boue en juin 1990, décembre 1999 et mai 2000, auxquelles se sont ajoutés des mouvements de terrains en décembre 1999.
En outre, Falkwiller se trouve à 40 km de la centrale nucléaire de Fessenheim.

## Histoire
Le nom Falkwiller vient de l'allemand Falk qui signifie faucon, et de Willer qui signifie domaine rural. On retrouve d'ailleurs le faucon sur le blason de la commune.
En 1793, la commune s'appelait Falckwiller.

## Politique et administration

### Découpage territorial
La commune de Falkwiller est membre de la communauté de communes Sud Alsace Largue, un établissement public de coopération intercommunale (EPCI) à fiscalité propre créé le 15 juin 2016 dont le siège est à Dannemarie. Ce dernier est par ailleurs membre d'autres groupements intercommunaux.
Sur le plan administratif, elle est rattachée à l'arrondissement d'Altkirch, à la circonscription administrative de l'État du Haut-Rhin, en tant que circonscription administrative de l'État, et à la région Grand Est. 
Sur le plan électoral, elle dépendait jusqu'en 2020 du  canton de Masevaux-Niederbruck pour l'élection des conseillers départementaux au sein du conseil départemental du Haut-Rhin. Depuis le 1er janvier 2021, elle dépend du même canton pour l'élection des conseillers d'Alsace au sein de la collectivité européenne d'Alsace.

### Chronologie des maires
| Période                                  | Période                   | Identité                                             | Étiquette | Qualité             |
| ---------------------------------------- | ------------------------- | ---------------------------------------------------- | --------- | ------------------- |
| avant 1988                               | ?                         | Robert Schwob                                        |           |                     |
| mars 2001                                | mars 2014                 | Louis Gross                                          | SE        | Exploitant agricole |
| mars 2014                                | En cours (au 31 mai 2020) | Jean-Marc Schnoebelen Réélu pour le mandat 2020-2026 |           |                     |
| Les données manquantes sont à compléter. |                           |                                                      |           |                     |

## Population et société

### Démographie
L'évolution du nombre d'habitants est connue à travers les recensements de la population effectués dans la commune depuis 1793. Pour les communes de moins de 10 000 habitants, une enquête de recensement portant sur toute la population est réalisée tous les cinq ans, les populations de référence des années intermédiaires étant quant à elles estimées par interpolation ou extrapolation. Pour la commune, le premier recensement exhaustif entrant dans le cadre du nouveau dispositif a été réalisé en 2006.

En 2022, la commune comptait 211 habitants, en évolution de +9,9 % par rapport à 2016 (Haut-Rhin : +0,66 %, France hors Mayotte : +2,11 %).
| 1793 | 1800 | 1806 | 1821 | 1831 | 1836 | 1841 | 1846 | 1851 |
| ---- | ---- | ---- | ---- | ---- | ---- | ---- | ---- | ---- |
| 176  | 184  | 184  | 225  | 261  | 272  | 279  | 271  | 290  |

| 1856 | 1861 | 1866 | 1871 | 1875 | 1880 | 1885 | 1890 | 1895 |
| ---- | ---- | ---- | ---- | ---- | ---- | ---- | ---- | ---- |
| 282  | 256  | 258  | 258  | 241  | 237  | 239  | 235  | 232  |

| 1900 | 1905 | 1910 | 1921 | 1926 | 1931 | 1936 | 1946 | 1954 |
| ---- | ---- | ---- | ---- | ---- | ---- | ---- | ---- | ---- |
| 231  | 221  | 195  | 221  | 207  | 178  | 170  | 159  | 145  |

| 1962 | 1968 | 1975 | 1982 | 1990 | 1999 | 2006 | 2011 | 2016 |
| ---- | ---- | ---- | ---- | ---- | ---- | ---- | ---- | ---- |
| 136  | 143  | 158  | 175  | 174  | 178  | 201  | 182  | 192  |

| 2021 | 2022 | - | - | - | - | - | - | - |
| ---- | ---- | - | - | - | - | - | - | - |
| 210  | 211  | - | - | - | - | - | - | - |

## Économie
Falkwiller se situe sur le territoire des Appellations d'Origine Contrôlée pour le fromage de munster.
S'agissant des Indications Géographiques Protégées, la commune fait partie de la zone pour les volailles d'Alsace, le Miel d'Alsace, la Crème fraîche fluide d'Alsace et les Pâtes d'Alsace.

## Culture locale et patrimoine

### Lieux et monuments
- La source de Saint-Morand : elle est située dans la forêt. La fontaine, qui a été restaurée par des bénévoles, marque le lieu où saint Morand avait l'habitude de venir boire quand il parcourait la forêt entre Altkirch et Notre Dame du Mont.
- L'étang communal, qui est géré par une association de pêche.

La commune n'a pas d'église ni de chapelle et dépend de la paroisse de la commune voisine de Gildwiller.

### Héraldique
| Blason de Falkwiller | Les armes de Falkwiller se blasonnent ainsi : « D'argent au faucon de sable éployé, capuchonné de gueules, perché sur un chicot également de gueules. » |